# Christel Khalil
Christel Khalil (* 30. November 1987 in Los Angeles) ist eine US-amerikanische Schauspielerin und Synchronsprecherin.
Christel Khalils berufliche Karriere begann Mitte der 1990er Jahre. Nach einigen Nebenrollen in Fernsehserien und Sitcoms folgte ab 2002 die Rolle als Lily Winters in der Seifenoper Schatten der Leidenschaft. Für diese Rolle wurde sie 2012 mit dem Daytime-Emmy ausgezeichnet; sie war vorher bereits dreimal nominiert gewesen.
Von 2004 bis 2006 lieh sie der Figur Cornelia Hale in der Zeichentrickserie W.i.t.c.h. ihre Stimme.

## Filmografie (Auswahl)
- 1996: Matilda
- 2002: Interview with the Assassin
- seit 2002: Schatten der Leidenschaft (The Young and the Restless, Fernsehserie)
- 2003–2004: Raven blickt durch (That’s so Raven, Fernsehserie, 2 Folgen)
- 2004–2006: W.i.t.c.h. (Zeichentrickserie, Stimme)